# Comté d'Aurora
Pour les articles homonymes, voir Aurora.
Le comté d'Aurora est un comté situé dans l'État du Dakota du Sud, aux États-Unis. En 2010, sa population est de 2 710 habitants. Son siège est Plankinton.

## Histoire
Créé en 1879, le comté doit son nom à la déesse romaine Aurora.

## Villes du comté
- Cities : 
  - Plankinton (707 hab.)
  - White Lake (372 hab.)
- Towns :
  - Stickney (284 hab.)
- Census-designated places :
  - Aurora Center (12 hab.)
  - Storla (6 hab.)

## Démographie
| Groupe            | Comté d'Aurora | Dakota du Sud | États-Unis |
| ----------------- | -------------- | ------------- | ---------- |
| Blancs            | 95,1           | 85,9          | 72,4       |
| Amérindiens       | 1,5            | 8,8           | 0,9        |
| Autres            | 1,9            | 1,0           | 6,4        |
| Asiatiques        | 0,7            | 0,9           | 4,8        |
| Métis             | 0,5            | 2,1           | 2,9        |
| Afro-Américains   | 0,4            | 1,2           | 12,6       |
| Total             | 100            | 100           | 100        |
|                   |                |               |            |
| Latino-Américains | 3,7            | 2,7           | 16,7       |

Selon l'American Community Survey, pour la période 2011-2015, 93,22 % de la population âgée de plus de 5 ans déclare parler anglais à la maison, alors que 4,81 % déclare parler l’espagnol, 0,55 % une langue siouane et 1,42 % une autre langue.
| 1880 | 1890  | 1900  | 1910  | 1920  | 1930  |
| ---- | ----- | ----- | ----- | ----- | ----- |
| 69   | 5 045 | 4 011 | 6 143 | 7 246 | 7 139 |

| 1940  | 1950  | 1960  | 1970  | 1980  | 1990  |
| ----- | ----- | ----- | ----- | ----- | ----- |
| 5 387 | 5 020 | 4 749 | 4 183 | 3 628 | 3 136 |

| 2000  | 2010  | - | - | - | - |
| ----- | ----- | - | - | - | - |
| 3 058 | 2 710 | - | - | - | - |